# Maynard Jackson

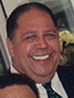
Maynard Jackson

Maynard Holbrook Jackson, Jr. (* 23. März 1938 in Dallas, Texas; † 23. Juni 2003 in Arlington, Virginia) war ein US-amerikanischer Politiker der Demokratischen Partei und von 1973 bis 1981 sowie von 1989 bis 1993 bis Bürgermeister von Atlanta.

## Leben
Jackson war der Sohn des Geistlichen Maynard Holbrook Jackson, Sr., und dessen Frau, der Französischdozentin Irene Dobbs Jackson. Sein Großvater mütterlicherseits war John Wesley Dobbs, einer der Anführer der Schwarzen Atlantas. 1945 zog die Familie nach Atlanta, wo Jacksons Vater Pastor an der Friendship Baptist Church geworden war. Jackson galt in seiner Jugend als ein brillantes Kind und begann sein Studium bereits als Vierzehnjähriger am Morehouse College. Als Achtzehnjähriger begann er ein Jurastudium an der Boston University, brach es jedoch bald aus Geldproblemen und fehlender Disziplin ab. Nachdem er einige Zeit als Handlungsreisender für Enzyklopädien tätig gewesen war, setzte er sein Jurastudium an der North Carolina Central University fort, wo auch seine Mutter lehrte. Er machte 1964 sein Abschluss, woraufhin er für das National Labor Relations Board arbeitete. Später war er Angestellter am Community Legal Services Center der Emory University, wo einkommensschwachen Personen Beratung zu rechtlichen Themen geboten wurde. 1965 heiratete er seine ehemalige Kommilitonin Burnella „Bunnie“ Hayes Burke, mit der er zwei Kinder hatte. Nachdem das Paar sich 1976 scheiden lassen hatte, heiratete Jackson 1977 die Werbefachfrau Valerie Richardson, mit der er ebenfalls zwei Kinder hatte.
Jacksons politische Karriere begann 1968, als er sich nach den Attentaten auf Martin Luther King und Robert F. Kennedy entschied, in den Vorwahlen der Demokratischen Partei zum Senatssitz von Georgia anzutreten. Er unterlag dem Amtsinhaber Herman Talmadge zwar klar, jedoch konnte er die Mehrheit der Stimmen in Atlanta für sich gewinnen. Im folgenden Jahr wurde er zum Vizebürgermeister der Großstadt gewählt. Bei der Bürgermeisterwahl in Atlanta 1973 besiegte er den Amtsinhaber Sam Massell und wurde damit der erste schwarze Bürgermeister der Stadtgeschichte.
Jacksons Amtsführung war von Reformen geprägt, die den Minderheiten der Stadt zu mehr Gleichberechtigung verhelfen sollten. Er ging gegen Polizeibrutalität vor, erneuerte die Stadtverwaltung und förderte mittelständische Unternehmen, die Minderheiten gehörten (Affirmative Action). Außerdem erweiterte er den Flughafen Atlantas. Seine persönliche Beliebtheit verhalf ihm zu einem Erdrutschsieg bei der Bürgermeisterwahl 1977. In seine zweite Amtszeit fielen die Kindermorde von Atlanta. 1981 trat er nicht erneut zur Wahl an, da Bürgermeister in Atlanta nicht mehr als zwei Amtszeiten in Folge dienen dürfen. Sein Wunschnachfolger Andrew Young konnte die Wahl für sich entscheiden. Jackson wurde Anwalt einer Investmentbank.
Nachdem Young zwei Amtszeiten als Bürgermeister geleistet hatte, trat Jackson 1989 erneut zur Wahl an und gewann sie erneut eindeutig. Seine zweite Amtszeit galt als weniger erfolgreich als die erste. Jackson gelang es jedoch, die Olympischen Sommerspiele 1996 nach Atlanta zu bringen. Auf Grund von gesundheitlichen Problemen trat er 1993 nicht erneut zur Wahl an. Sein Nachfolger wurde Bill Campbell. Jackson blieb politisch aktiv und kandidierte 2001 für den Vorsitz des Democratic National Committee, wurde jedoch von Terry McAuliffe geschlagen. Dieser war vom ehemaligen Präsidenten Bill Clinton unterstützt worden.
Jackson verstarb 2003 an einem Herzinfarkt. Der Flughafen Atlantas wurde daraufhin ihm zu Ehren zum Hartsfield–Jackson Atlanta International Airport umbenannt.